# Girolamo Riggio
Girolamo Riggio (falecido em 1589) foi um padre católico romano que serviu como Prelado de Santa Lucia del Mela de 1585 a 1589.

## Biografia
Em 1585, Girolamo Riggio foi nomeado pelo Papa Sisto V como Prelado de Santa Lucia del Mela. Serviu como Prelado de Santa Lucia del Mela até à sua morte em 1589.